# توني بروك
توني بروك (بالإنجليزية: Tony Brook)‏ هو مجدف نيوزلندي، ولد في القرن العشرين.

## وصلات خارجية
- توني بروك على موقع الاتحاد الدولي للتجديف (الإنجليزية)